# 1962 en cyclisme
| Années du cyclisme : 1959 - 1960 - 1961 - 1962 - 1963 - 1964 - 1965    |
| Décennies du cyclisme : 1930 - 1940 - 1950 - 1960 - 1970 - 1980 - 1990 |

Les faits marquants de l'année 1962 en cyclisme.

## Par mois

### Février
4 février : le Français Gilbert Bellone gagne le Grand Prix de Grasse. Ensuite l'épreuve ne reprendra qu'en 1980.
10 février : le Français Joseph Novales gagne le Grand Prix de Nice.
11 février : le Français Manuel Manzano gagne le Grand Prix d'Antibes.
17 février : le Français André Darrigade gagne la Ronde d'Aix en Provence.
18 février : l'Espagnol José Antonio Momene gagne le Tour d'Andalousie.
18 février : l'Allemand Rudi Altig gagne le Grand Prix de Cannes.
25 février : le Français Gilbert Salvador gagne le Grand Prix de Saint-Raphaël.

### Mars
- 1er mars : le Belge Rik Van Looy gagne le Tour de Sardaigne pour la deuxième fois.
- 1er mars : le Belge Willy Vandenberghen gagne le Grand Prix de Monaco.
- 2 mars : l'Italien Guido Carlesi gagne Sassari-Cagliari.
- 3 mars : le Belge Jos Wouters gagne le Tour du Limbourg.
- 4 mars : l'Espagnol Fernando Manzaneque gagne le Tour du Levant pour la deuxième fois.
- 6 mars : le Français Jean (le frère de Francis) Anastasi gagne le Grand Prix d'Aix-en-Provence.
- 6 mars : le Français Manuel Manzano gagne la Course de côte du Mont Agel.
- 10 mars : l'Italien Franco Balmanion gagne Milan-Turin.
- 10 mars : le Belge Robert de Middeleir gagne le Circuit Het Volk.
- 11 mars : le Belge Piet Rentmeester gagne Kuurne-Bruxelles-Kuurne.
- 11 mars : le Néerlandais Peter Post gagne le Tour du Limbourg.
- 17 mars : le Belge Joseph Planckaert gagne Paris-Nice.
- 17 mars : le Belge André de Messelis gagne le Grand Prix E3.
- 18 mars : le Français Gilbert Salvador gagne le Tour de l'Hérault.
- 18 mars : le Belge Gustave Van Vaerenbergh gagne le Circuit des Ardennes Flamandes.
- 19 mars : le Belge Emile Daems gagne la classique Milan San Remo.
- 25 mars : le Français Joseph Groussard gagne le Critérium national de la route.
- 25 mars : le Belge Rik Van Looy remporte le Gand-Wevelgem pour la 3e et dernière fois, ce qui en fait le co-recordman du nombre de victoires dans l'épreuve.
- 29 mars : l'Italien Silvano Ciampi gagne le Tour de Campanie.

### Avril
- 1 avril : le Belge Rik Van Looy remporte le Tour des Flandres pour la seconde fois d'affilée.
- 1er avril : l'Italien Luigi Sarti gagne le Tour de la province de Reggio de Calabre.
- 1er avril : l'Espagnol Francisco Gabica gagne le Grand Prix de Printemps.
- 1er avril : l'Espagnol Federico Bahamontes gagne la Course de côte du Mont Faron en ligne pour la deuxième fois.
- 5 avril : le Belge Ludo Janssens gagne la Flèche brabançonne.
- 8 avril : l'Espagnol Federico Bahamontes gagne la Subida a Arrate pour la cinquième année d'affilée.
- 8 avril : le Néerlandais Jan Hugens gagne le Tour des 4 Cantons.
- 9 avril : le Belge Rik Van Looy remporte Paris-Roubaix pour la seconde fois consécutive devenant ainsi le 6e coureur à faire le doublé Tour des Flandres - Paris-Roubaix la même année. Il est aussi le premier à faire le triplé Gand-Wevelgem - Tour des Flandres - Paris-Roubaix les trois classiques dites Flandriennes.
- 9 avril : l'Espagnol Juan Antonio Belmonte gagne le Grand Prix de Navarre.
- 11 avril : l'Allemand Rolf Wolfshohl gagne le Tour de l'aude. Ensuite l'épreuve entre en sommeil et ne reprendra qu'en 1973.
- 14 avril : le Belge Frans Aerenhouts gagne le Grand Prix de la Banque.
- 15 avril : à partir de cette année et jusqu'en 1965 le championnat d'Italie sur route se dispute en trois manches. 1re manche, L'Italien Nino Defilippis gagne le Tour du Latium pour la deuxième fois.
- 16 avril : l'Espagnol Federico Bahamontes gagne la course de côte du mont Faron contre la montre pour la deuxième fois.
- 22 avril : 2e manche du championnat d'Italie sur route. L'Italien Guido Carlesi gagne le Tour de Toscane.
- 22 avril : le Belge Martin Van Geneugden gagne À travers la Belgique.
- 23 avril : l'Espagnol José Segu Soriano gagne le Grand Prix de Pâques.
- 24 avril : le Belge Julien Schepens gagne le Grand Prix de Denain.
- 24 avril : le Néerlandais Piet Rentmeester gagne Paris-Camembert.
- 25 avril : 3e manche du championnat d'Italie sur route. L'Italien Vito Taccone gagne le Tour du piémont. À l'issue de la course l'Italien Nino Defilippis devient champion d'Italie sur route pour la deuxième fois.
- 26 avril : le Belge Noël Foré gagne le Tour de Belgique.
- 28 avril : le Néerlandais Peter Post gagne le Tour de R F A. L'épreuve ne reprendra qu'en 1979.
- 29 avril : le Belge Jos Wouters gagne Paris-Bruxelles.
- 29 avril : le Néerlandais Martin Vanderborgh gagne Bruxelles-Charleroi-Bruxelles.

### Mai
- 1er mai : l'Italien Dino Liviero gagne le Grand Prix Cemab.
- 1er mai : le Belge Emiel Severeyns gagne le Circuit des 11 villes.
- 1er mai : le Belge Henri Luyten gagne le Grand Prix Hoboken.
- 6 mai : le Néerlandais Jan Janssen gagne le Championnat de Zurich.
- 6 mai : l'Italien Diego Ronchini gagne le Tour de Romagne.
- 6 mai : le Français Louis Rostollan gagne la Polymultipliée. L'épreuve ne sera pas disputée en 1963 et reprendra en 1964.
- 6 mai : le Néerlandais Piet Damen gagne la première édition du Grand Prix de Dortmund.
- 6 mai : le Belge Jozef Planckaert gagne Liège-Bastogne-Liège.
- 7 mai : le Belge Henri De Wolf gagne la Flèche wallonne. C'est l'Allemand Rolf Wolfshol qui gagne le Week End Ardennais.
- 13 mai : Rudi Altig est le premier Allemand à remporter la 17e édition du Tour d'Espagne.
- 13 mai : l'Italien Guido De Rosso gagne le Tour de Romandie.
- 13 mai : le Français Joseph Groussard gagne les 4 jours de Dunkerque.
- 13 mai : le Belge Armand Desmet gagne la première édition du Grand Prix de Francfort.
- 13 mai : le Belge Constant Goossens gagne le Tour du Brabant Central.
- 19 mai : le Belge Gilbert Desmet gagne la première édition de la Flèche côtière.
- 20 mai : le Néerlandais Michel Stolker gagne le Grand Prix du Midi libre.
- 20 mai : le Belge Roger de Coninck gagne le Circuit des Régions Fruitières.
- 27 mai : le Néerlandais Jo de Roo gagne Bordeaux-Paris.
- 27 mai : le Belge Léon Van Daele gagne Mandel-Lys-Escault qui se dispute cette année derrière dernies.
- 27 mai : le Belge André Bar gagne le Tour de l'Oise.
- 31 mai : l'épreuve Wavre-Nandrin jusqu' alors réservée aux coureurs indépendants devient professionnelle sous le nom de Tour du Condroz, le Belge Victor Van Schil gagne cette première édition professionnelle.
- 31 mai : le Belge le Belge Gilbert Desmet gagne le Tour des 3 Provinces Belge.

### Juin
- 3 juin : le Français Raymond Mastrotto gagne le Critérium du Dauphiné libéré.
- 9 juin : l'Italien Franco Balmamion remporte la 45e édition du Tour d'Italie.
- 10 juin : le Belge Joseph Vloeberghs gagne le Tour du Brabant Ouest.
- 10 juin : le Belge Emile Daems gagne le Circuit du Limbourg.
- 11 juin : le Belge Joseph Schils gagne la Flèche Hesbignonne pour la deuxième fois.
- 11 juin : le Belge Gabriel Borra gagne le Circuit de Flandre Orientale.
- 11 juin : retenant les leçons de l'année d'avant le Français Jean Stablinski devient champion de France sur route pour la deuxième fois.
- 13 juin : le Belge Benoni Beheyt gagne Bruxelles-Ingooigem.
- 17 juin : l'Italien Ercole Baldini gagne le Grand Prix de Forli pour la troisième fois.
- 17 juin : comme l'an dernier le Français Joseph Groussard gagne les Boucles de la Seine. C'est sa troisième victoire en tout dans cette épreuve. L'épreuve ne sera pas disputée en 1963 et reprendra en 1964.
- 17 juin : le Belge Jos Hoevenaers gagne le Circuit de Belgique Centrale pour la Troisième fois.
- 18 juin : le Belge Jo Planckaert gagne le Tour de Luxembourg.
- 19 juin : l'Allemand Rudi Altig gagne le Manx trophy.
- 20 juin : l'Allemand Hans Junkermann gagne pour la seconde fois le Tour de Suisse.
- 24 juin : le Belge Jodeph Vloeberghs gagne le Circuit Hageland-Campine Sud.
- 24 juin : départ du Tour de France, la formule par équipe nationale est abandonnée, c'est le retour au équipes de marques pour la première fois depuis 1929, il n'y a pas de jour de repos. Il est accordé 1 minute de bonification à chaque vainqueur d'étape et 30 secondes à leurs seconds. Le Français Raymond Poulidor part avec l'annulaire plâtré. L'Allemand Rudi Altig gagne la 1ere étape du Tour de France Nancy-Spa, 2eme le Français André Darrigade, 3eme le Belge Rik Van Looy. Une échappée de 23 hommes s'est formée comprenant, Altig, Van Looy, le Français Jacques Anquetil, les Italiens Ercole Baldini et Gastone Nencini et d'autres rouleurs de métier qui s'en donnent à cœur joie pour distancer ceux qui ont été surpris à l'arrière. Le Luxembourgeois Charly Gaul 27eme est à 1 minute 48 seconde, l'Espagnol Federico Bahamontes 36eme est à 7 minutes 42 secondes, le Français Raymond Poulidor est 63eme à 8 minutes 11 secondes, l'Italien Arnaldo Piambianco finit 76eme à 13 minutes 11 secondes et le Français Jean Dotto 131eme termine à 22 minutes 19 secondes. Altig prend le maillot jaune devant Darrigade 2eme à 30 secondes, 3eme Van Looy 3eme à 1 minute.
- 25 juin : la 1ere demi-étape de la 2eme étape du Tour de France Spa-Herentals est remportée au sprint par le Français André Darrigade, 2eme le Belge Frans Meckenbeeck, 3eme le Belge Willy Vannitsen puis tout le peloton. Darrigade prend le maillot jaune devant l'Allemand Rudi Altig à 30 secondes et le Belge Rik Van Looy à 1 minute 30 secondes.
- La 2eme demi-étape contre la montre par équipes autour de Herentals est remportée par l'équipe Faema-Flandria, 2eme l'équipe Leroux-Gitane à 1 minute 15 secondes, 3eme l'équipe Helyett-Saint Raphaël à 1 minute 33 secondes. Les temps du Français André Darrigade et de l'Allemand Rudi Altig sont pris individuellement. De ce fait au classement général, Darrigade n'augmente que légèrement son avance sur Altig 2eme à 36 secondes, 3eme le Belge Rik Van Looy à 1 minute 5 secondes.
- 26 juin : l'Allemand Rudi Altig gagne la 3eme étape du Tour de France Bruxelles-Amiens, 2eme le Français Joseph Groussard, 3eme le Belge Willy Vannitsen puis le peloton. Au classement général, Altig reprend le maillot jaune, 2eme le Français André Darrigade à 24 secondes, 3eme le Belge Rik Van Looy à 1 minute 29 secondes.
- 27 juin : le Belge Willy Vandenberghen gagne la 4eme étape du Tour de France Amiens-Le Havre, 2eme l'Italien Dino Bruni, 3eme l'Allemand Rolf Wolfshol, 4eme l'Italien Giancarlo Manzoni, 5eme le Français Jean Claude Lebaude tous formant la même échappée et même temps. Le sprint du peloton est remporté par l'Allemand Rudi Altig 6eme à 2 minutes 15 secondes. Au classement général Altig maillot jaune augmente légèrement son avance sur le Français André Darrigade 2eme à 35 secondes, 3eme le Belge Rik Van Looy à 1 minute 29 secondes.
- 28 juin : le Belge Emile Daems gagne légèrement détaché la 5eme étape du Tour de France Pont l'évêque-Saint Malo, 2eme à 2secondes le Français Jean Graczyk, 3eme l'Italien Rino Benedetti et tout le peloton. Au classement général derrière l'Allemand Rudi Altig et son second, à 35 secondes, le Français André Darrigade, Daems se classe 3eme à 1 minute 21 secondes.
- 29 juin : le Français Robert Cazala gagne la 6eme étape du Tour de France Dinard-Brest, 2eme le Belge Willy Vandenberghen, 3eme le Français Daniel Doom puis leurs 13 compagnons d'échappée. Le sprint du peloton est remporté par le Français Jean Graczyk 17eme à 5 minutes 14 secondes. Au classement général le Néerlandais Albertus Geldermans prend le maillot jaune, 2eme le Belge Joseph Hoevenaers à 23 secondes, 3eme l'Allemand Rudi Altig à 3 minutes 14 secondes.
- 30 juin : le Néerlandais Huub Zilverberg gagne la 7eme étape du Tour de France Quimper-Saint Nazaire devant son compatriote et compagnon d'échappée Bas Maliepaard, 3eme à 14 secondes l'Italien Pierino Baffi que suit un peloton morcelé. Au classement général : 1er le Néerlandais Albertus Geldermans, 2eme le Belge Joseph Hoevenaers à 23 secondes, 3eme le Français André Darrigade à 2 minutes 22 secondes.

### Juillet
- 1er juillet : l'Italien Mario Minieri gagne la 1ere demi-étape de la 8eme étape du Tour de France Saint Nazaire-Luçon, 2eme l'Italien Rino Benedetti, 3eme le Français Jean Graczyk. Une échappée de 30 hommes (dont fait partie le Français Raymond Poulidor qui refait une part de son retard pris durant la 1ere étape) a réussi à prendre 6 minutes 3 secondes au peloton dont le sprint est remporté par le Français Jean Gainche 31eme.  Le Français André Darrigade reprend le maillot jaune, 2eme le Britannique Tom Simpson à 2 minutes 46 secondes, 3eme l'Espagnol Luis Otano à 3 minutes 40 secondes.
- La 2eme demi étape Luçon-La Rochelle contre la montre est remportée par le Français Jacques Anquetil, 2eme l'Italien Ercole Baldini à 22 secondes, 3eme l'Allemand Rudi Altig à 46 secondes, le Néerlandais Albertus Geldermans est 8eme à 1 minute 54 secondes, l'Italien Gastone Nencini est 15eme à 2 minutes 17 secondes, le Britannique Tom Simpson est 17eme à 2 minutes 19 secondes, l'Espagnol Luis Otano est 22eme à 2 minutes 50 secondes, le Français Raymond Poulidor est 30eme à 3 minutes 12 secondes, l'Espagnol Federico Bahamontes est 31eme à 3 minutes 12 secondes, le Luxembourgeois Charly Gaul est 33eme à 3 minutes 18 secondes, l'Italien Imerio Massignan est 35eme à 3 minutes 30 secondes et le Français André Darrigade termine 51eme à 4 minutes 14 secondes. Cela ne l'empêche pas de garder le maillot jaune pour 51 secondes devant Simpson et 1 minute 51 secondes sur Geldermans.
- 1er juillet : l'Italien Franco Cribiori gagne la Coupe Placci.
- 2 juillet : l'Italien Antonio Bailetti gagne devant ses 5 compagnons d'échappée la 9eme étape du Tour de France La Rochelle-Bordeaux, 2eme le Français Jean Graczyk, 3eme l'Italien Franco Magnani, 4eme le Néerlandais Huub Zilverberg, 5eme l'Allemand Willy Schroeders. Le Belge Frans Melckenbeeck 6eme à 4 minutes 33 secondes gagne le sprint du peloton.  L'Allemand Willy Schroeders prend le maillot jaune, 2eme le Français André Darrigade à 45 secondes, 3eme le Britannique Tom Simpson à 1 minute 36 secondes.
- 3 juillet : le Belge Willy Vannitsen gagne au sprint la 10eme étape du Tour de France Bordeaux-Bayonne, 2eme l'Italien Rino Benedetti, 3eme l'Allemand Rudi Altig puis tout le peloton. Pas de changement en tête du classement général.
- 4 juillet : le Belge Eddy Pauwels gagne en solitaire la 11eme étape du Tour de France Bayonne-Pau, 2eme le Belge Arthur Decabooter à 4 minutes 20 secondes, 3eme l'Italien Mario Minieri à 4 minutes 22 secondes qui devance de 4 secondes le peloton des favoris. À noter l'abandon du Belge Rik Van Looy victime d'une mauvaise chute. Pas de changement en tête du classement général.
- 5 juillet : le Français Robert Cazala gagne la 12eme étape du Tour de France Pau-Saint Gaudens qui emprunte les cols du Tourmalet, d'Aspin et de Peyresourde, 2eme l'Italien Guido Carlesi, 3eme le Belge Gilbert Desmet 1 (il y a deux Gilbert Desmet dans le peloton), 4eme le Français Jacques Anquetil. C'est l'Espagnol Federico Bahamontes qui a animé l'étape. Il part en solitaire et franchit seul le Tourmalet, dans l'Aspin il résiste au retour de l'Allemand Rolf Wolfshol et franchit encore seul le col. Dans Peyresourde rejoint par Wolfshol et l'Italien Imerio Massignan, il franchit encore le col premier et prend l'ascendant pour le Grand Prix de la montagne. Les 3 hommes ont 1 minute 30 secondes d'avance sur leurs poursuivants. Cela aurait été suffisant pour garantir la victoire d'un de ces 3 coureurs si l'arrivée était jugée à Luchon. Mais comme cette dernière est placée à Saint Gaudens, ils se font reprendre dans la plaine. C'est un groupe de 18 échappés qui se dispute la victoire au sprint. L'étape a été fatale a l'Italien Gastone Nencini 27eme à 6 minute 42 secondes, qui perd le Tour. Le Français André Darrigade 30eme et l'Allemand Willy Schroders 33eme terminent dans un groupe à 8 minutes 45 secondes. Au classement général, le Britannique Tom Simpson prend le maillot jaune, qui est revêtu pour la première fois par un Anglais, 2eme le Néerlandais Albertus Geldermans à 1 minute 8 secondes, 3eme le Belge Gilbert Desmet (1) à 1 minute 8 secondes également.
- 6 juillet : la 13eme étape du Tour de France contre la montre en côte Luchon-Superbagnères est remportée par l'Espagnol Federico Bahamontes, 2eme le Belge Jo Planckaert à 1 minute 25 secondes, 3eme le Français Jacques Anquetil à 1 minute 28 secondes, 4eme le Luxembourgeois Charly Gaul à 1 minute 29 secondes. Le Français Raymond Poulidor finit 7eme à 3 minutes 3 secondes, le Belge Gilbert Desmet (1) est 13eme à 3 minutes 32 secondes, l'Italien Imerio Massignan déçoit à la 15eme place à 4 minutes 4 secondes. Le Néerlandais Albertus Geldermans est 15eme à 4 minutes 15 secondes et le Britannique Tom Simpson termine 31eme à 5 minutes 40 secondes. Au classement général, Jo Planckaert prend le maillot jaune, 2eme Desmet (1) à 50 secondes, 3eme Geldermans à 1 minute 5 secondes, 4eme le Français Jacques Anquetil à 1 minute 8 secondes. À la sortie des Pyrénées seul un de ces quatre hommes peut envisager la victoire finale.
- 7 juillet : le Français Jean Stablinski gagne détaché de 12 secondes la 14eme étape du Tour de France Luchon-Carcassonne qui emprunte les cols des Ares et du Portet d'Aspet, 2eme l'Allemand Rudi Altig, 3eme le Belge Emile Daems puis un peloton morcelé. L'espagnol Federico Bahamontes après ses exploits pyrénéens termine dans un groupe d'attardés et perd 13 minutes 33 secondes. Mais il se réserve pour le Grand Prix de la montagne dans les Alpes, il a 34 ans. Pas de changement pour la tête du classement général.
- 8 juillet : le Belge Willy Vannitsen gagne au sprint la 15eme étape du Tour de France Carcassonne-Montpellier, 2eme l'Allemand Rudi Altig, 3eme l'Italien Rino Benedetti puis tout le peloton. Pas de changement en tête du classement général.
- 9 juillet : le Belge Emile Daems gagne en solitaire la 16eme étape du Tour de France Montpellier-Aix en Provence, 2eme l'Italien Antonio Bailetti à 3 minutes 2 secondes, 3eme le Néerlandais Bas Maliepaard à 7 minutes 57 secondes suivi par des hommes intercalés. L'Allemand Rudi Altig 10eme à 9 minutes 19 secondes gagne le sprint du peloton. Pas de changement en tête du classement général.
- 10 juillet : l'Allemand Rudi Altig gagne au sprint devant ses 3 compagnons d'échappée la 17eme étape du Tour de France Aix en Provence-Antibes, 2eme le Belge Joseph Hoevenaers, 3eme le Français Edouard Bihouvée, 4eme le Français Edouard Delbergue. Le Français André Darrigade 5eme à 6 minutes 11 secondes gagne le sprint du peloton. Pas de changement en tête du classement général.
- 11 juillet : le Belge Emile Daems gagne la 18eme étape du Tour de France Antibes-Briançon qui emprunte les cols du Restefond de Vars et de l'Izoard. Les favoris se sont neutralisés, 2eme l'Italien Imerio Massignan à 1 seconde, 3eme le Français Raymond Poulidor à 3 secondes avec dans sa roue, le Français Jacques Anquetil 4eme, le Luxembourgeois Charly Gaul 5eme, et le Belge Jo Planckaert 6eme tous même temps. L'espagnol Federico Bahamontes 7eme qui a engrangé les points pour le Grand Prix de la montagne n'est qu'a 7 secondes. Le Belge Gilbert Desmet (1) finit 14eme à 2 minutes 52 secondes, et le Néerlandais Albertus Geldermans termine 15eme à 3 minutes 51 secondes. Au classement général Jo Planckaert maillot jaune et Anquetil 2eme sont séparés par 1 minute 8 secondes, le Britannique Tom Simpson est 3eme à 3 minutes 16 secondes et Gilbert Desmet (1) est 4eme à 3 minutes 39 secondes. Ces deux derniers ne sont pourtant pas une menace en montagne. L'Italien Imerio Massignan 5eme à 7 minutes 20 secondes est le seul grimpeur encore capable d'inquiéter Anquetil dans la dernière étape de montagne, mais l'écart est trop important.
- 11 juillet : le Belge Noël Foré gagne le Circuit des Monts du Sud-Ouest.
- 12 juillet : le Français Raymond Poulidor auteur d'une chevauchée solitaire à travers le massif de la chartreuse, gagne la 19eme étape du Tour de France Briançon-Aix les Bains qui emprunte les cols du Luitel, de Porte, du Cucheron et du Granier, 2eme le Français Henry Anglade à 2 minutes 20 secondes, 3eme l'Espagnol Federico Bahamontes même temps, le sprint du peloton est remporté par le Français André Darrigade 4eme à 3 minutes 16 secondes, y figurent tous les favoris sauf le Belge Gilbert Desmet (1) 22eme à 6 minutes 52 secondes et le Britannique Tom Simpson 34eme à 7 minutes 30 secondes. Au classement général le Belge Jo Planckaert maillot jaune et le Français Jacques Anquetil 2eme sont toujours séparés par 1 minute 8 secondes. Par contre derrière, Poulidor revient du diable vauvert puisque le voilà 3eme à 5 minutes 43 secondes. Cependant l'écart est encore trop important pour qu'il puisse être une menace dans le contre la montre du lendemain, qui doit décider du vainqueur final entre Planckaert et Anquetil.
- 13 juillet : le contre la montre de la 20eme étape du Tour de France Bourgoin-Lyon est remportée par le Français Jacques Anquetil, 2eme l'Italien Ercole Baldini à 2 minutes 59 secondes, 3eme à 5 minutes 1 secondes le Français Raymond Poulidor (pourtant rejoint et doublé par Anquetil), 4eme le Belge Jo Planckaert à 5 minutes 19 secondes, 5eme le Belge Gilbert Desmet (1) à 6 minutes 6 secondes. Ce dernier parti avant Poulidor a été également rejoint par Anquetil, cela donne une idée de la performance accomplie par maître Jacques.  Anquetil prend le maillot jaune devant Planckaert à 4 minutes 59 secondes, 3eme Poulidor à 10 minutes 36 secondes.
- 14 juillet : l'Italien Dino Bruni gagne au sprint devant ses 18 compagnons d'échappée la 21eme étape du Tour de France Lyon-Nevers-Pougues les Eaux, 2eme le Français Georges Groussard, 3eme le Français Jean Graczyk. Le peloton est à 12 secondes, il y a un léger changement au classement général du fait de la présence du Français Raymond Poulidor dans l'échappée : 1er le Français Jacques Anquetil, 2eme le Belge Jo Planckaert, 3eme Poulidor à 10 minutes 24 secondes.
- 15 juillet : l'Italien Rino Benedetti gagne détaché la 22eme étape du Tour de France Pougues les Eaux-Paris, 2eme le Belge Marcel Ongenae à 9 secondes, 3eme le Français Pierre Beuffeuil même temps, 4eme le Néerlandais Piet Van Est qui gagne le sprint du peloton. Le Français Jacques Anquetil gagne le Tour de France, devant le Belge Jo Planckaert 2eme à 4 minutes 59 secondes et le Français Raymond Poulidor 3eme à 10 minutes 24 secondes. Anquetil égale au palmarès le Belge Philippe Thys et le Français Louison Bobet avec cette troisième victoire dans cette course, qu'il remporte encore en 1963 et 1964. L'espagnol Federico Bahamontes gagne, pour la quatrième fois, le Grand Prix de la montagne qui n'a pas encore de maillot distinctif. L'Allemand Rudi Altig remporte le classement par Points symbolisé par le maillot vert.
- 27 juillet : l'Espagnol Sébastian Elorza gagne le Grand Prix de Villafranca.
- 29 juillet : le Néerlandais Abe Geldermans devient champion des Pays-Bas sur route.
- 29 juillet : le Luxembourgeois Charly Gaul est champion du Luxembourg sur route pour la quatrième année consécutive et pour la sixième fois en tout.
- 29 juillet : l'Allemand Dieter Puschel devient champion de RFA sur route.
- 29 juillet : le Suisse Rolf Graf devient champion de Suisse sur route pour la troisième fois.
- 29 juillet : le Britannique John Harvey devient champion de Grande-Bretagne sur route.
- 29 juillet : le Belge Jo Planckaert devient champion de Belgique sur route.
- 29 juillet : l'Italien Pierino Baffi gagne Milan-Mantoue pour la deuxième fois. Ensuite l'épreuve disparait du calendrier international.
- 29 juillet : le Français Guy Agnolin gagne le Grand Prix de Fourmies.
- 31 juillet : le Belge Petrus Oellibrandt gagne le Grand Prix de l'Escaut pour la deuxième fois.

### Août
- 2 août : le Français Jacques Anquetil gagne le Bol d'Or des Monedières pour la deuxième fois.
- 5 août : l'Espagnol Luis Otano devient champion d'Espagne sur route.
- 5 août : l'Italien Pierino Baffi gagne le Trophée Matteotti.
- 5 août : le Belge Edgard Sorgeloos gagne le Circuit des Régions Flamandes.
- 9 août : l'Italien Roberto Picchiotti gagne le Grand Prix de Camaiore.
- 12 août : l'Italien Vendramino Bariviera gagne Milan-Vignola.
- 14 août : l'Italien Giuseppe Fezzardi gagne les Trois vallées varésines.
- 15 août : le Belge Norbert Kerchove gagne la Flèche Anversoise.
- 18 août : l'Espagnol Gines Garcia gagne la Vuelta a los Puertos.
- 18 août : le Suisse Rolf Graf gagne le Tour du Nord-Ouest de la Suisse.
- 19 août : l'Italien Pierino Baffi gagne le Trophée Bernocchi.
- 21 août : le Belge Joseph Schils gagne le Grand Prix de Zottegem pour la deuxième fois.
- 24-28 août : championnats du monde de cyclisme sur piste à Milan (Italie). Comme l'an dernier l'Italien Antonio Maspes est champion du monde de vitesse professionnelle, c'est son sixième titre en tout. L'Italien Sergio Bianchetto est champion du monde de vitesse amateur pour la deuxième année d'affilée. Le Néerlandais Henk Nijdam est champion du monde de poursuite professionnelle. Le Danois Kaj Erik Jensen est champion du monde de poursuite amateur.
- 25 août : l'Espagnol Juan Maria Balier gagne le Grand Prix de LLodio.
- 26 août : l'Italien Bruno Mealli gagne le Grand Prix de Prato.
- 27 août : le Belge Jos Dewit gagne la Course des raisins à Overijse.
- 28 août : le Belge Jan Lauwers gagne la Coupe Sels.

### Septembre
- 1er septembre : à Salo (Italie) la Belge Marie-Rose Gaillard est championne du monde sur route.
- 1er septembre : à Salo (Italie) l'Italien Renato Bongioni devient champion du monde amateur sur route.
- 2 septembre : le Français Jean Stablinski devient champion du monde sur route à Salò, en Italie. L'Irlandais Seamus Elliott est médaille d'argent et le Belge Jos Hoevenaars est médaille de bronze.
- 2 septembre : le Belge Joseph Lemmers gagne Bruxelles-Verviers.
- 4 septembre : le Belge Joseph Wouters gagne le Grand Prix de Brasschaat.
- 4 septembre : le Français Jacques Anquetil gagne le Circuit des boucles de l'Aulne.
- 9 septembre : l'Espagnol José Gil Sole gagne la Poly Lyonnaise pour la deuxième fois.
- 9 septembre : le Belge Robert Duveau gagne la première édition du Tour des Régions Linières.
- 13 septembre : le Belge André Messelis gagne le Championnat des Flandres.
- 13 septembre : l'Allemand Rolf Wolfshohl gagne le Grand Prix d'Orchies.
- 16 septembre : le Belge Ferdinand Bracke gagne le Grand Prix des Nations.
- 16 septembre : l'Espagnol Antonio Karmany gagne le Tour de Catalogne.
- 16 septembre : l'Espagnol Angelino Soler Romaguera gagne le Tour de Vénétie.
- 16 septembre : le Belge Laurent Christiaens gagne le Grand Prix d'Isbergues.
- 23 septembre : l'Italien Franco Balmamion gagne le Tour des Apennins.
- 23 septembre : l'Espagnol Carlos Echeverría gagne le Tour de La Rioja.
- 27 septembre : le Belge Norbert Kerchove gagne le Circuit du Houtland.
- 30 septembre : l'Espagnol Raul Rey gagne la Subida al Naranco.

### Octobre
- 4 octobre : l'Italien Bruno Mealli gagne le Tour d'Émilie.
- 7 octobre : l'Italien Alfredo Sabbadin gagne la Coupe Sabatini.
- 7 octobre : le Néerlandais Jo de Roo décroche sa première victoire dans Paris-Tours.
- 14 octobre : le Suisse Rolf Graf gagne le Grand Prix de Lugano.
- 16 octobre : le Belge Ludo Janssens gagne le Grand Prix de Clôture.
- 20 octobre : le Néerlandais Jo de Roo gagne le Tour de Lombardie et fait ainsi partie des 3 cyclistes à avoir réalisé le doublé Paris-Tours - Tour de Lombardie, (avec les Belges Philippe Thys en 1917 et Rik Van Looy en 1959). Il remporte de plus le trophée Super Prestige Pernod. Le Trophée Prestige Pernod est remporté par le Français Joseph Groussard et le Trophée Promotion Pernod par son compatriote Jean Claude Lebaude.

### Novembre
- 1er novembre : L'Allemand Rudi Altig et le Français Jacques Anquetil gagnent le Trophée Baracchi.

## Principales naissances
- 20 janvier : Omar Hernández, cycliste colombien.
- 4 février : Javier Murguialday, cycliste espagnol.
- 11 février : Eric Vanderaerden, cycliste belge.
- 15 février : Daniel Wyder, cycliste suisse.
- 17 mars : Pello Ruiz Cabestany, cycliste espagnol.
- 18 mars :
  - Stefano Allocchio, cycliste italien.
  - Vincent Barteau, cycliste français.
- 20 mars : Johnny Weltz, cycliste danois.
- 23 mars : Joël Pelier, cycliste français.
- 4 avril : Marco Giovannetti, cycliste italien.
- 7 avril : Andrew Hampsten, cycliste américain.
- 10 avril : Atle Kvålsvoll, cycliste norvégien.
- 2 mai : Jean-François Bernard, cycliste français.
- 8 mai : Peter Hilse, cycliste allemand.
- 9 mai : Giovanni Bottoia, cycliste italien.
- 23 mai : Éric Salomon, cycliste français.
- 31 mai : Éric Dudoit, cycliste français.
- 4 juin : Zenon Jaskuła, cycliste polonais.
- 6 juin : Viktor Demidenko, cycliste soviétique.
- 15 juin : Martin Earley, cycliste irlandais.
- 21 juin : Yvon Madiot, cycliste français.
- 8 juillet : Roberto Pagnin, cycliste italien.
- 22 juillet : Jean-Claude Leclercq, cycliste français.
- 26 juillet : Uwe Raab, cycliste allemand.
- 7 août : Adriano Baffi, cycliste italien.
- 18 août : Niki Rüttimann, cycliste suisse.
- 20 août : Jon Unzaga, cycliste espagnol.
- 10 septembre : Roberto Gaggioli, cycliste italien.
- 30 septembre :
  - Rolf Gölz, cycliste allemand.
  - Jean-Paul van Poppel, cycliste néerlandais.
- 20 octobre : Jens Veggerby, cycliste danois.
- 11 novembre : Roland Günther, cycliste allemand.
- 14 novembre : Roberto Pelliconi, cycliste italien.
- 16 novembre : Martial Gayant, cycliste français.
- 5 décembre : Bruno Cenghialta, cycliste italien.
- 8 décembre : Manuel Jorge Domínguez, cycliste espagnol.
- 9 décembre : Alberto Volpi, cycliste italien.
- 16 décembre : Charly Mottet, cycliste français.
- 19 décembre : Thierry Bourguignon, cycliste français.
- 20 décembre : Maurizio Rossi, cycliste italien.

## Principaux décès
- 24 septembre : Félix Goethals, cycliste français. (° 14 janvier 1891).